# Katzbach (Harkenbäk)
Der Katzbach ist ein Fließgewässer im Landkreis Nordwestmecklenburg in Mecklenburg-Vorpommern.
Der rechte Nebenfluss der Harkenbäk hat seine Quelle südöstlich von Groß Schwansee, einem Ortsteil von Kalkhorst. Er fließt nördlich von Neuenhagen, durch Harkensee, einen Ortsteil der Stadt Dassow, und in das Naturschutzgebiet Küstenlandschaft zwischen Priwall und Barendorf mit Harkenbäkniederung. Der Bach mündet westlich von Harkensee und nördlich des Deipsees in die Harkenbäk.